# Schloss Neuhof an der Zenn

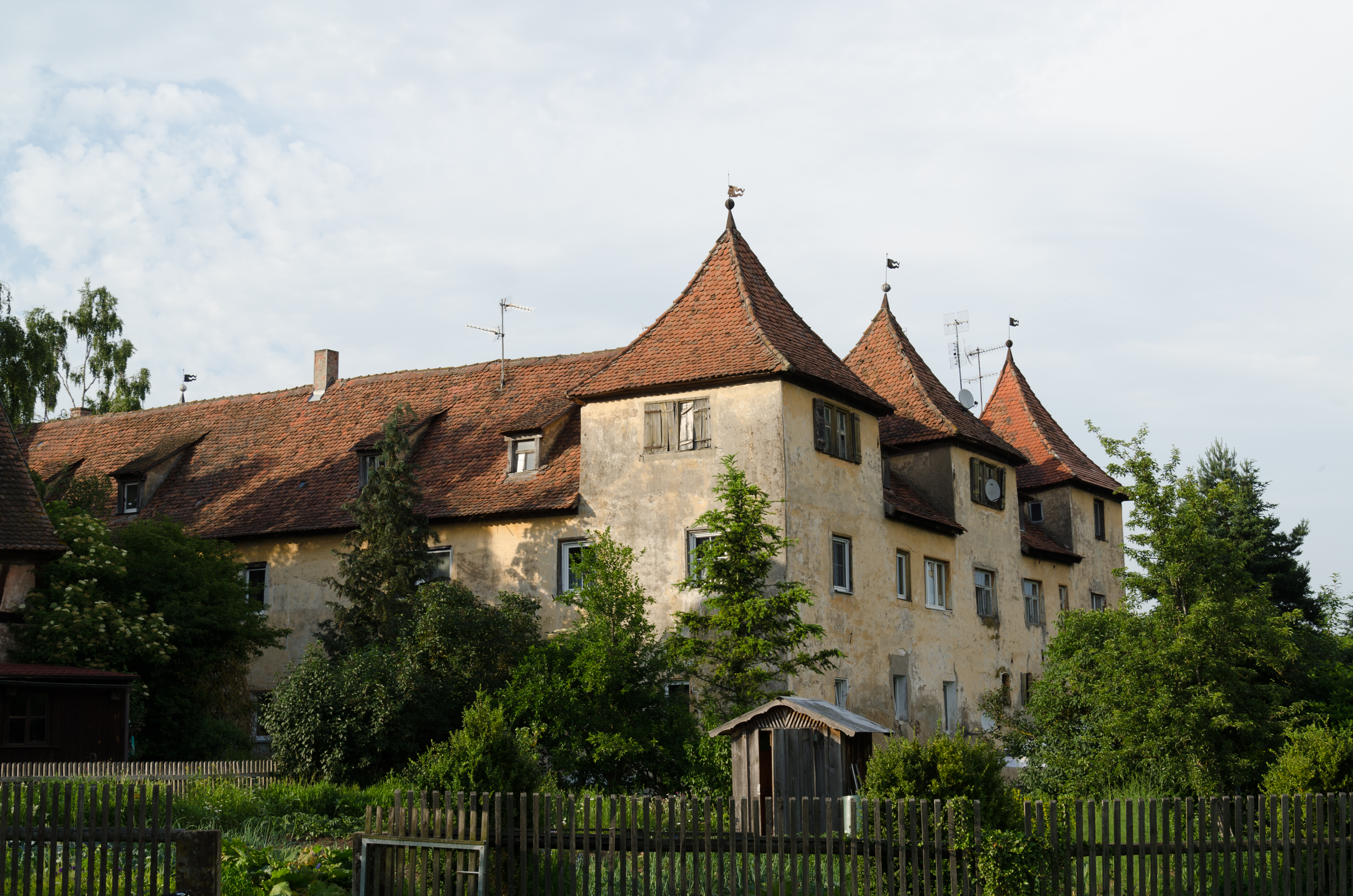
Schloss Neuhof an der Zenn

Das denkmalgeschützte Schloss Neuhof an der Zenn steht in Neuhof an der Zenn, einem Markt im Landkreis Neustadt an der Aisch-Bad Windsheim in Mittelfranken in Bayern. Das Bauwerk ist unter der Denkmalnummer D-5-75-152-17 als Baudenkmal in der Bayerischen Denkmalliste eingetragen.

## Beschreibung
Der Gebäudekomplex der ehemaligen, zum Kastenamt Neuhof gehörenden Propstei wurde 1570/73 ausgebaut. Er besteht aus vier zweigeschossigen, mit Satteldächern bedeckten Gebäudetrakten, die sich an den Ecken zu dreigeschossigen Türmen erheben, die mit Pyramidendächern bedeckt sind, und sich um einen Hof gruppieren. In der Mitte dreier Gebäudetrakte erhebt sich ein weiterer, mit einem Pyramidendach bedeckter Turm. Zum Hof haben die Obergeschosse eine Galerie, deren Brüstung aus Balustern besteht.